# César Cui

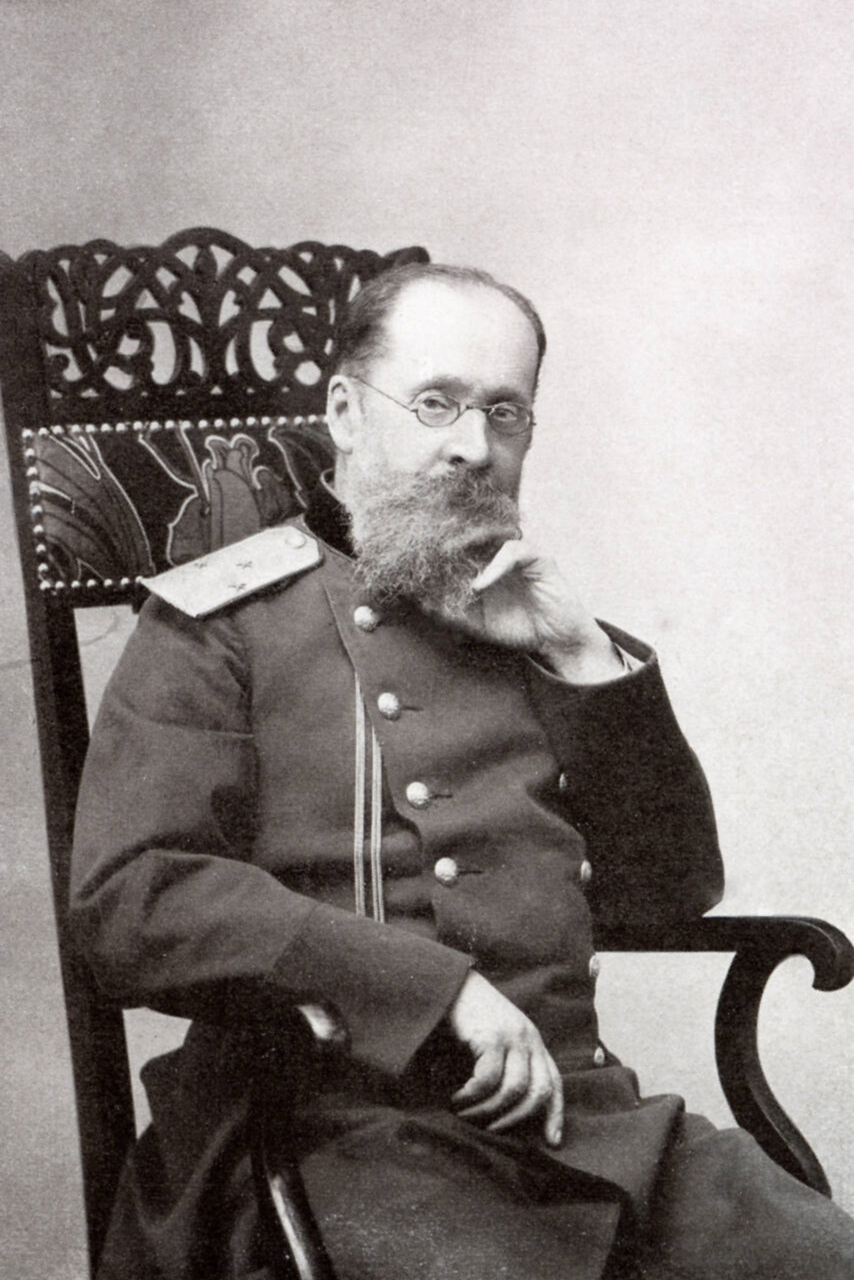

César Antonovich Cui (tiếng Nga: Це́зарь Анто́нович Кюи́; sinh năm 1835 tại Vilna (nay là Vilnius), mất năm 1918 tại Sankt Peterburg) là nhà soạn nhạc, nhà phê bình âm nhạc người Nga. Ông là một trong năm thành viên của nhóm Hùng mạnh.

## Cuộc đời và sự nghiệp
César Cui sinh ra trong một gia đình có cha là một sĩ quân đội Pháp cư trú tại Ba Lan, còn mẹ là người Litva. Ông học nhạc với S. Moniuszko được một thời gian. Chủ yếu Cui tự học nhạc và âm nhạc chỉ là cánh tay thứ yếu của ông. Sau ông được đào tạo tại một trường quân sự nổi tiếng của Sankt Peterburg, sau là trung tướng ngành thiết kế công sự, giáo sư về thiết kế của Viện Hàn lâm Thiết kế Quân sự từ năm 1878. Ông đã viết nhiều giáo trình có giá trị không nhỏ, là một nhà lý luận quân sự có tài năng. Năm 1865, Cui gặp Mily Balakirev và tán thành về những lý tưởng âm nhạc mang chất dân tộc Nga của nhà soạn nhạc này, nên nhanh chóng trở thành thành viên của nhóm Hùng mạnh.

## Phong cách sáng tác
César Cui, nếu ta đem so sánh ông với những thành viên khác của nhóm Hùng mạnh, là người kém nổi bật trong sáng tác nhất, có lẽ bởi ông không coi trọng âm nhạc bằng quân sự (như đã nói ở trên thì ông chỉ coi âm nhạc chỉ là thứ yếu). Nhưng khó có thể có thành viên nào trong nhóm nhạc cổ điển nổi tiếng nhất nước Nga lại có thể thay thế Cui trong công việc lý luận phê bình âm nhạc, có thể là bởi ông là nhà lý luận quân sự có tài. Ông trở thành đôi mắt thẩm mỹ, có thể nói như vậy, của các thành viên còn lại trong nhóm. Nói chung những bài bút chiến của ông thì sắc bén chẳng khác gì lưỡi dao. Nôi dung của những bài bút chiến này là đấu tranh cho tư tưởng hiện thực trong âm nhạc Nga.

## Các tác phẩm
César Cui có để lại 10 vở opera, nổi bật có William Ratcliffe (1869), Angielo (1876); 4 vở opera trẻ em; các bản giao hưởng-thanh nhạc và giao hưởng (trong đó có 4 tổ khúc); ba bản tứ tấu đàn dây; những khúc nhạc cho piano, cho piano-violin; những bản hợp xướng, hòa ca thanh nhạc, romance (khoảng 259 bài); những ca khúc danh cho thiếu nhi.